# Permis d'aménager
En France, le permis d'aménager est l'une des trois Autorisations d'Urbanisme issues de la réforme majeure de 2005 / 2007, et qui permet à l'Administration de contrôler et valider les travaux, installations et aménagements affectant l'utilisation du sol d'un terrain donné. On entend par là les "équipements" qui rendront viable et habitable une construction future (canalisations d'eau, conduites d'électricité, réseau d'évacuation etc). Les autres Autorisations d'Urbanisme précitées étant le Permis de Construire (PC) et le Permis de Démolir (PdD) 

## Opérations concernées

### Le lotissement
On trouve une définition légale à l'article L.442-1 du Code de l'urbanisme. 
Lotir peut se définir comme aménager les équipements adéquates (électricité, gaz, eau, sanitaire, route, etc) pour permettre la construction de bâtiments sur un « îlot de propriété d'un seul tenant composé  d'une parcelle ou d'un ensemble de parcelles appartenant à un même propriétaire ou à la même indivision »(Conseil d’État, 27 juin 2005, Commune de Chambéry ). Il faut noter que les parcelles doivent être voisines, plus précisément contiguës et depuis le 1er mars 2012 (article L.442-1-2 du Code de l'urbanisme) peut être inclus dans cet îlot des parties déjà bâties.
Cette catégorie d'aménagement est obligatoirement soumise à une autorisation de la Mairie du lieu où se situe le terrain. Le lotissement doit donc faire l'objet d'une demande de permis d’aménager (article R.421-19 du Code de l'urbanisme) ou bien d'une déclaration préalable (article R.421-23 du Code de l'urbanisme).

#### Le permis d'aménagement d'un lotissement
On demandera un permis dans le cas d’aménagement de lotissements qui ont pour effet de créer un ou plusieurs lots à construire sur une ou des propriétés et qu'ils prévoient la réalisation de voies, d'espaces  ou équipements communs (article R.421-19 du Code de l'urbanisme). On inclut aussi les projets situés dans un site classé  ou dans un secteur sauvegardé.

#### Ladéclaration préalabled'aménagement d'un lotissement
Seront soumis à déclaration les lotissements qui créent un ou plusieurs lots sans la création d'une voie commune ou  d'espaces communs ou d'équipements communs.
Autrement dit, toutes autres opérations répondant à la qualification de lotissement mais qui n'entrent pas dans les  critères obligeant à la demande d'un permis (article R.421-23 du code de l'urbanisme) mais aussi à l'exclusion des divisions comprises dans l'article R.442-1 du code de l'urbanisme.

### Les aménagements de tourisme ou de loisirs
Cette catégorie a évolué au fil du temps pour être de plus en plus prise en compte par le Code de l’urbanisme, notamment dans ses articles L421-19 et L421-23 où le Code énumère les opérations d’aménagement concernées respectivement par un permis d’aménager ou une déclaration préalable.

#### Le permis d’aménager pour les aménagements de tourisme ou de loisirs
- Concernant un terrain permettant l’accueil de tentes, caravanes ou résidences mobiles de loisirs:

- La création ou l’agrandissement d’un terrain de camping dont l’accueil permet plus de 20 personnes, ou plus de 6 tentes, caravanes ou résidences mobiles de loisirs.
- La création d’un parc résidentiel de loisirs (prévu à l’article 111-34) ou d’un village de vacances classé en hébergement léger (selon l’article 325-1 du Code de Tourisme)
- Le réaménagement d’un terrain existant qui a pour objet ou effet d’augmenter de plus de 10 % le nombre d’emplacements.
- Les travaux qui ont pour effet de “modifier substantiellement la végétation qui limite l’impact visuel des installations.”
- Concernant les terrains de sport et de loisirs:

- L’aménagement d’un terrain pour la pratique de sports ou loisirs motorisés
- L’aménagement d’un parc d’attractions ou d’une aire de jeux ou de sport de plus de 2 ha
- L’aménagement d’un golf de plus de 25 ha

#### La déclaration préalable pour les aménagements de tourisme ou de loisirs
- Concernant un terrain permettant l’accueil de tentes, caravanes ou résidences mobiles de loisirs:

- Un aménagement ou une mise à disposition de campeurs, de façon habituelle, d'un terrain qui ne nécessite pas de permis d'aménager.
- Concernant le stationnement d'une caravane, autre qu'en tant que résidence mobile de loisir et hors de terrain de camping ou parc résidentiel de loisirs, il faut une installation pour une durée de plus de trois mois par an, consécutifs ou non.

### Les installations et travaux divers

#### Le permis d'aménager pour les installations et travaux divers
- Concernant les aires de stationnement ouvertes au public, dépôts de véhicules et garages collectifs de caravanes ou de résidences mobiles de loisirs, sont soumis à demande de permis d'aménager:

- Susceptible de contenir au moins 50 unités.
- Concernant les affouillements ou exhaussement du sol, dont la hauteur ou la profondeur est supérieure à deux mètres (tant qu'ils ne sont pas nécessaires à l'exécution d'un permis de construire):

- Pour une surface supérieure ou égale à 2 ha

#### La déclaration préalable pour les installations et travaux divers
- Concernant les aires de stationnement ouvertes au public, dépôts de véhicules et garages collectifs de caravanes ou de résidences mobiles de loisirs, sont soumis à déclaration préalable:

- Susceptible de contenir au moins 10 à 49 unités.
- Concernant les affouillements ou exhaussement du sol, dont la hauteur ou la profondeur est supérieure à deux mètres (tant qu'ils ne sont pas nécessaires à l'exécution d'un permis de construire):

- Pour une surface supérieure ou égale à 100 m2 et inférieure à 2 ha
- Concernant l'accueil des gens du voyage:

- L'aménagement d'une aire d'accueil.
- L'installation, pour plus de 3 mois consécutifs, d'une résidence mobile constituant un habitant permanent.
- Concernant la catégorie résiduelle de travaux divers:

- La coupe ou abattage d'arbres en espace boisé classé
- Les travaux ayant pour effet de modifier ou de supprimer un élément présentant un intérêt patrimonial ou paysager, identifié par le PLU ou par une délibération du conseil municipal après enquête publique.

### Les régimes spéciaux pour les secteurs protégés ou sensibles
Des régimes spéciaux ont été introduits par le Code de l'urbanisme afin de répondre à une nécessité de davantage de protection pour les secteurs qui sont considérés comme sensibles tel que les secteurs sauvegardés, les sites classés, les réserves naturelles et enfin les espaces remarquables. On peut ainsi remarquer que certains seuils ont été abaissés ou que la notion d'« aménagement » dans ces secteurs est prise dans un sens plus large pour élargir le champ d'application.

#### Le permis d'aménager pour les secteurs protégés ou sensibles
- Concernant les secteurs sauvegardés dont le périmètre a été délimité, sont soumis à permis d'aménager:

- L'aménagement d'un parc d'attraction, d'une aire de jeux ou de sports, d'un golf, qu'elle qu'en soit la surface.
- Les aires de stationnement ouvertes au public, dépôts de véhicules et garages collectifs de caravanes ou de résidences mobiles de loisirs, quelle qu'en soit la capacité d'accueil.
- Les lotissements
- la création d'un espace public
- la création d'une voie ou la modification des caractéristiques d'une voie existante
- les affouillements et exhaussements du sol supérieurs à 2 m et portant sur une surface d'au moins 100 m2.
- Concernant les sites classés:

- L'aménagement d'un parc d'attraction, d'une aire de jeux ou de sports, d'un golf, qu'elle qu'en soit la surface.
- Les aires de stationnement ouvertes au public, dépôts de véhicules et garages collectifs de caravanes ou de résidences mobiles de loisirs, quelle qu'en soit la capacité d'accueil.
- Les lotissements
- la création d'un espace public
- les affouillements et exhaussements du sol dont la hauteur, s'il s'agit d'un exhaussement, ou la profondeur dans le cas d'un affouillement, excède deux mètres et portant sur une superficie supérieure ou égale à cent mètres carrés.
- Concernant les réserves naturelles:

- L'aménagement d'un parc d'attraction, d'une aire de jeux ou de sports, d'un golf, qu'elle qu'en soit la surface.
- Les aires de stationnement ouvertes au public, dépôts de véhicules et garages collectifs de caravanes ou de résidences mobiles de loisirs, quelle qu'en soit la capacité d'accueil.
- la création d'un espace public
- les affouillements et exhaussements du sol dont la hauteur, s'il s'agit d'un exhaussement, ou la profondeur dans le cas d'un affouillement, excède deux mètres et portant sur une superficie supérieure ou égale à cent mètres carrés.
- Concernant les espaces remarquables ou milieux du littoral qui sont identifiés dans un document d'urbanisme comme devant être préservés en application de l'article L. 146-6:

- Lorsqu'ils sont nécessaires à la gestion ou à l'ouverture au public de ces espaces ou milieux, les cheminements piétonniers et cyclables et les sentes équestres ni cimentés, ni bitumés, les objets mobiliers destinés à l'accueil ou à l'information du public, les postes d'observation de la faune ainsi que les équipements démontables liés à l'hygiène et à la sécurité tels que les sanitaires et les postes de secours lorsque leur localisation dans ces espaces est rendue indispensable par l'importance de la fréquentation du public.
- Les aires de stationnement indispensables à la maîtrise de la fréquentation automobile et à la prévention de la dégradation de ces espaces par la résorption du stationnement irrégulier, sans qu'il en résulte un accroissement des capacités effectives de stationnement, à condition que ces aires ne soient ni cimentées ni bitumées et qu'aucune autre implantation ne soit possible.
- La réfection des bâtiments existants et l'extension limitée des bâtiments et installations nécessaires à l'exercice d'activités économiques.
- Les aménagements nécessaires à l'exercice des activités agricoles, pastorales et forestières ne créant pas plus de 50 mètres carrés de surface de plancher
- dans les zones de pêche, de cultures marines ou lacustres, de conchyliculture, de saliculture et d'élevage d'ovins de prés salés, les constructions et aménagements exigeant la proximité immédiate de l'eau liés aux activités traditionnellement implantées dans ces zones, à la condition que leur localisation soit rendue indispensable par des nécessités techniques.

#### La déclaration préalable pour les secteurs protégés ou sensibles
- Concernant les secteurs sauvegardés dont le périmètre a été délimité, sont soumis à permis d'aménager:

- l'installation de mobilier urbain ou d'œuvres d'art
- les modifications des voies ou espaces publics et les plantations qui sont effectuées sur ces voies ou espaces (en dehors des entretiens et réparations ordinaires)
- les travaux ayant pour effet de modifier l'aménagement des abords d'un bâtiment existant(en dehors des entretiens et réparations ordinaires)
- Concernant les sites classés:

- l'installation de mobilier urbain ou d'œuvres d'art
- les modifications des voies ou espaces publics et les plantations qui sont effectuées sur ces voies ou espaces (en dehors des entretiens et réparations ordinaires)
- Concernant les réserves naturelles:

- l'installation de mobilier urbain ou d'œuvres d'art
- les modifications des voies ou espaces publics et les plantations qui sont effectuées sur ces voies ou espaces (en dehors des entretiens et réparations ordinaires)EXTENSION SSI A  au construction  modulaire PARIS 8

## Procédure commune

### Demander un permis d'aménager
Il faut dans un premier temps se référer aux documents d'urbanisme de la mairie pour connaître les possibilités d'occupation des sols, pour cela il suffit de se rendre en mairie.
Il faut par la suite se procurer le formulaire Cerfa N°13409*012 remplissable en ligne et en mairie. Ainsi que la notice explicative correspondante cerfa N°51190 # 023.
Une fois le formulaire rempli, il doit être retourné avec toutes les pièces demandées à la mairie (la liste des pièces est contenue dans le formulaire et ne peut être élargie), le dossier doit être complet (article R.423-19 du Code de l'urbanisme). Soit par lettre avec accusé de réception soit en main propre au guichet de la mairie en demandant un récépissé. La preuve du dépôt permet de contrôler les délais  qui vont suivre.
En effet, il faut attendre la décision de la mairie. Elle peut être rapide, la mairie vous envoie sa décision sous la forme d'un arrêté municipal (décision expresse, article R.424-1 du Code de l'urbanisme) ou bien elle peut instruire le dossier jusqu'à trois mois (Article R*423-23 du code de l'urbanisme) . Dans le 1er mois suivant la demande, la mairie peut vous demander des pièces oubliées autrement le dossier est réputé complet (Article R.423-22 du code de l'urbanisme); Passé un délai de trois mois sans réponse, le permis est accordé tacitement. 
À ce moment de la procédure, il faut compter que la mairie dispose de trois mois pour retirer le permis qu'il soit expresse ou tacite en cas d'irrégularité de fond ou de forme (article A.424-8 du Code de l'urbanisme) . Ce retrait doit être dûment motivé.
L'autorisation donnée, il faut la publicité (article R.424-15 Code de l'urbanisme ) sur votre terrain de façon visible en indiquant sur un panneau le numéro du permis, la date de l'autorisation, le ou les bénéficiaires, la nature des travaux, le nombre de lots, les possibilités de recours, etc. Voici  un exemplaire fourni par l’État. 
Le panneau doit (A. 424-15 à A. 424-19 du Code de l'urbanisme)  :
« être rectangulaire dont les dimensions sont supérieures à 80 centimètres » (article A.425-15)
« être installé de telle sorte que les renseignements qu’il contient demeurent lisibles de la voie publique ou des espaces ouverts au public pendant la durée du chantier. » (article A.424-18)
« être installé sur le terrain, pendant toute la durée du chantier, un panneau visible de la voie publique décrivant le projet » (article A.424-8).
L'affichage doit avoir lieu pour la durée de 2 mois sans interruption et tout au long des travaux (articles R.424-15 et A.424-18 du code de l’urbanisme), cela permet aux tiers de s'informer sur le projet et le cas échéant, d’exercer un recours (A.424-17 du Code de l'urbanisme) contre le permis s'ils estiment que celui-ci leur porte préjudice et est contraire aux règles d'urbanisme. Il s'agit d'un procédé important, et sa non-satisfaction laisse la possibilité aux tiers d'attaquer le permis de nombreuses années après.
Il est conseillé de demander le constat par huissier à plusieurs reprises, les photos mises sur des réseaux sociaux peuvent être considérées comme base légale.
Une fois le délai passé, vous pouvez aménager, si les étapes ont été correctement réalisées, en toute sécurité juridique. À titre indicatif, il faudra au moment de l'ouverture du chantier adresser au maire de la commune une déclaration d'ouverture de chantier en trois exemplaires (article R.424-16). Le permis a une durée de validité de 2 ans si les travaux n'ont pas débuté. (article 424-17 al.1 du Code de l'urbanisme).

### Exception
Il est à noter qu'il existe des prolongations de délais dans certains cas, ils seront spécifiés par la Mairie au cours de l'étude de la demande de permis. Par exemple, en cas de besoin de l'avis de l'architecte des bâtiments de France. 

### Faire une déclaration préalable
La procédure de demande est la même que pour le permis, il faut dans un premier temps se référer aux documents d'urbanisme de la Mairie pour connaître les possibilités d'occupation des sols, pour cela il suffit de se rendre en mairie.

Il faut par la suite se procurer le formulaire Cerfa N° 13702*02 (article A.441-1 du Code de l'urbanisme) disponible et remplissable sur internet et en mairie. Ainsi que la notice explicative correspondante cerfa N°51190 # 023.

Une fois le formulaire rempli, il doit être retourné avec toutes les pièces demandées à la mairie (la liste des pièces est contenue dans le formulaire et ne peut être élargie). Soit par lettre avec accusé de réception soit en main propre au guichet de la mairie en demandant un récépissé. La preuve du dépôt permet de contrôler les délais  qui vont suivre.

En effet, il faut attendre la décision de la Mairie. Cette dernière va afficher en mairie un avis de dépôt de la déclaration préalable précisant les caractéristiques essentielles du projet.  La Mairie peut approuver l'opération telle quelle ou bien en rajoutant des prescriptions opposables au demandeur et bien sûr elle peut s'opposer à la réalisation du projet. La décision est envoyée sous la forme d'un arrêté municipal (permis express). 

Le délai d'instruction est d'un mois durant lequel la Mairie pourra demander des pièces manquantes. Si elle ne répond pas au-delà du délai d'un mois il s'agit d'un accord tacite, et ainsi le demandeur pourra demander un certificat d'absence de décision d'opposition à son projet (article R.424-13 du Code de l'urbanisme).

L'autorisation donnée, il faut la publicité (article R.424-15 Code de l'urbanisme ) sur votre terrain de façon visible en indiquant sur un panneau le numéro du permis, la date de l'autorisation, le ou les bénéficiaires, la nature des travaux, le nombre de lots, les possibilités de recours, etc. Voici  un exemplaire fourni par l’État. 
Le panneau doit (A. 424-15 à A. 424-19 du Code de l'urbanisme)  :
« être rectangulaire dont les dimensions sont supérieures à 80 centimètres » (article A.425-15)
« être installé de telle sorte que les renseignements qu’il contient demeurent lisibles de la voie publique ou des espaces ouverts au public pendant la durée du chantier. » (article A.424-18)
« être installé sur le terrain, pendant toute la durée du chantier, un panneau visible de la voie publique décrivant le projet » (article A.424-8).

L'affichage doit avoir lieu pour une durée de 2 mois sans interruption et tout au long des travaux (articles R.424-15 et A.424-18 du code de l’urbanisme), cela permet aux tiers de s'informer sur le projet et le cas échéant, d’exercer un recours (A.424-17 du Code de l'urbanisme) contre l'autorisation s'ils estiment que celui-ci leur porte préjudice et est contraire aux règles d'urbanisme. Il s'agit d'un procédé important, et sa non satisfaction laisse la possibilité aux tiers d'attaquer le permis de nombreuses années après.
Il est conseillé de demander le constat par huissier à plusieurs reprises, les photos mises sur des réseaux sociaux peuvent être considérées comme base légale.
Une fois le délai passé, vous pouvez aménager, si les étapes ont été correctement réalisées, en toute sécurité juridique. À titre indicatif, il faudra au moment de l'ouverture du chantier adresser au maire de la commune une déclaration d'ouverture de chantier en trois exemplaires (article R.424-16). Le permis a une durée de validité de 2ans si les travaux n'ont pas débuté. (article 424-17 al.1 du Code de l'urbanisme).

Il existe des prolongations de délais dans certains cas, ils seront spécifiés par la Mairie au cours de l'étude de la demande de permis. Par exemple, en cas de besoin de l'avis de l'architecte des bâtiments de France (article R.423-24 du Code de l'urbanisme), etc.